# John A. Treutlen
John Adam Treutlen, född 16 januari 1734 i Kürnbach, Württemberg (i nuvarande Baden-Württemberg), död 1 mars 1782 i Georgia, var en amerikansk politiker och affärsman. Han var Georgias guvernör 1777–1778.
Treutlen kom 1746 till Georgia. Han var en framgångsrik affärsman och betydande jordägare. Treutlen vann det första guvernörsvalet i Georgia som hölls efter att 1777 års konstitution trädde i kraft. Hans kortvariga tid som guvernör präglades av tvister mellan radikala och konservativa krafter.
År 1781 gjorde Treutlen comeback i delstatspolitiken då han valdes in i Georgias lagstiftande församling. Han blev brutalt mördad i mars 1782. Det finns olika teorier kring mordet. Enligt en legend var mordet politiskt och utfört av unionsförespråkare som kallades tories. En annan teori utgår från att han kan ha dödats av en friare som hade blivit avböjd av Treutlens fru. Treutlen hade gift sig för tredje gången bara några dagar innan han blev mördad. Treutlen County har fått sitt namn efter John A. Treutlen.